# Campeonato Paulista Série B3 2003
In 2003 werd de derde en laatste editie van de Campeonato Paulista Série B3 gespeeld voor voetbalclubs uit de Braziliaanse staat São Paulo. De competitie werd georganiseerd door de FPF en werd gespeeld van 27 april tot 21 september. Força werd kampioen. 

## Eerste fase

### Groep 1
| Plaats | Clu               | Wed. | W | G | V | Saldo | Ptn. |
| ------ | ----------------- | ---- | - | - | - | ----- | ---- |
| 1.     | Tanabi            | 10   | 7 | 2 | 1 | 22:10 | 23   |
| 2.     | Santacruzense (1) | 10   | 6 | 2 | 2 | 11:11 | 20   |
| 3.     | SEV               | 10   | 4 | 2 | 4 | 18:11 | 14   |
| 4.     | Prudentino        | 10   | 3 | 1 | 6 | 14:16 | 10   |
| 5.     | Ranchariense      | 10   | 3 | 0 | 7 | 8:21  | 9    |
| 6.     | Assisense         | 10   | 2 | 3 | 5 | 11:15 | 9    |

(1): Santacruzense mocht niet deelnemen aan de tweede fase omdat ze geen stadion hadden dat plaats bood aan 5.000 toeschouwers. 
|  | Geplaatst voor tweede fase |

### Groep 2
| Plaats | Clu                | Wed. | W | G | V | Saldo | Ptn. |
| ------ | ------------------ | ---- | - | - | - | ----- | ---- |
| 1.     | Jacareí            | 10   | 6 | 2 | 2 | 27:7  | 20   |
| 2.     | Força              | 10   | 5 | 3 | 2 | 13:10 | 18   |
| 3.     | São Vicente        | 10   | 5 | 2 | 3 | 25:16 | 17   |
| 4.     | Itapetininga       | 10   | 4 | 2 | 4 | 15:12 | 14   |
| 5.     | Ginásio Pinhalense | 10   | 3 | 1 | 6 | 13:25 | 10   |
| 6.     | Taboão da Serra    | 10   | 1 | 2 | 7 | 4:27  | 5    |

|  | Geplaatst voor tweede fase |

## Tweede fase
| Plaats | Clu         | Wed. | W | G | V | Saldo | Ptn. |
| ------ | ----------- | ---- | - | - | - | ----- | ---- |
| 1.     | Força       | 10   | 8 | 1 | 1 | 18:5  | 25   |
| 2.     | Tanabi      | 10   | 7 | 1 | 2 | 21:8  | 22   |
| 3.     | São Vicente | 10   | 2 | 4 | 4 | 16:18 | 10   |
| 4.     | SEV         | 10   | 2 | 3 | 5 | 8:15  | 9    |
| 5.     | Prudentino  | 10   | 2 | 3 | 5 | 7:16  | 9    |
| 6.     | Jacareí     | 10   | 2 | 2 | 6 | 7:15  | 8    |

|  | Kampioen, promotie naar Série B2 |
|  | Promotie naar Série B2           |

## Kampioen
| Campeonato Paulista de 2003 - Série B2 |
| São Paulo                              |
| -------------------------------------- |
| FORÇA Kampioen (1° titel)              |